# Louis Charles Breguet
Louis Charles Breguet (Paris, 2 de janeiro de 1880 — Saint-Germain-en-Laye, 4 de maio de 1955) foi um engenheiro francês formado pela École Supérieure d'Électricité, um dos pioneiros da aviação, que se tornou construtor de aviões. 

## Biografia
Breguet era um dos filhos de Louis François Clément Breguet, relojoeiro e físico francês. Seguindo a tradição familiar, teve contato com as ciências técnicas ainda jovem, graduando-se na École Supérieure d'Electricite como melhor aluno em sua turma.
A partir daí, passou a se interessar principalmente pela aerodinâmica. Foi uma das poucas pessoas de sua época a defender a realização de testes pré-voo para os componentes importantes das aeronaves, como as asas. Em 1905, teve a ideia de construir um túnel de vento, no qual foi capaz de medir e avaliar em profundidade os efeitos do fluxo de ar emaerofólios, e se envolveu com os cálculos para desenvolvimento de grupos eletromotores para submarinos.. 
Em 1907, junto com seui irmão, Jacques, e seu compatriota, o professor Charles Rechet, concebeu, construiu e testou um giroplano, apresentado em 21 de setembro daquele ano à Academia de Ciências da França, dias antes de decolar pela primeira vez, em 29 de setembro de 1907. Pouco depois fundou a Société Anonyme des Ateliers d'Aviation Louis Breguet e construiu seu primeiro avião biplano em 1909, que bateu o recorde de velocidade num percurso de 10 quilômetros em 1911.[carece de fontes?]
Em 19 de abril de 1910, Breguet obteve sua licença de piloto. Em 1912 construiu seu primeiro hidroavião. Foi ainda um dos primeiros a construir um avião quase inteiramente em alumínio.
Durante a Primeira Guerra Mundial, obteve grande êxito com o Breguet 14, aeronave de reconhecimento utilizada pelas forças aliadas, das quais cerca de 8 000 unidades foram construídas antes do término do conflito.
Em fevereiro de 1919, ele fundou, juntamente com Louis Blériot, Louis Renault e René Caudron a Compagnie des Messageries Aériennes (CMA), que mais tarde se tornaria a Air France. Em 18 de abril de 1919, a CMA inaugurou um serviço de frete e correio entre Paris e Lille, empregando antigos aviões militares Breguet 14. Em 19 de setembro daquele mesmo ano, a empresa inaugurou um serviço de transporte internacional de viajantes, entre Paris e Londres, também usando aeronaves Breguet 14.
Junto com René Dorand, em 1933, Breguet produziu um helicóptero coaxial, o Gyroplane Laboratoire, que quebrou alguns recordes em 1936. Após o término da Segunda Guerra Mundial, Breguet exerceu papel decisivo na reconstrução da indústria aeronáutica francesa, especialmente por seus diversos projetos de desenvolvimento de helicópteros.
Louis Charles Breguet recebeu as seguintes comendas: Cruz de Guerra, Cavaleiro da Legião de Honra em 1910 e Oficial em 1920, Comandante em 1925, e Grande Oficial em 1952. Faleceu em Saint-Germain-en-Laye, em 4 de maio de 1955 aos 75 anos, e foi sepultado no Cemitério do Père-Lachaise em Paris.